# Танджиле
Танджиле (фр. Tandjilé, араб. منطقة تانجلي) — адміністративний регіон в Республіці Чад.
- Адміністративний центр - місто Лаї.
- Площа - 17 000 км², населення - 682 817 осіб (2009 рік).

## Географія
Регіон Танджиле знаходиться в південній частині Чаду. На півночі межує з регіоном Шарі-Багірмі, на заході з регіонами Східний Майо-Кебі та Західний Майо-Кебі, на півдні з регіонами Східний Логон та Західний Логон, на сході з регіонами Мандуль та Середнє Шарі.

## Населення
Народи, які населяють Танджиле - марба (близько 20% від загального числа мешканців), леле (13,7 %), нанджере (13,7 %), нгамбі (12,7 %), габрі (11 %). Крім осілого населення, в регіоні проживають кілька десятків тисяч кочівників.
Великі міста Танджиле - адміністративний центр регіону Лаї, а також Кело, Беноїт, Бере.

## Адміністративний поділ
В адміністративному відношенні регіон поділяється на 2 департаменту: Західне Танджиле (складається з 8 підпрефектур) та Східне Танджиле (5 підпрефектури).